# Формула Резерфорда
Фо́рмула Резерфо́рда — формула для дифференциального эффективного поперечного сечения рассеяния нерелятивистских заряженных частиц в телесный угол Ω в кулоновском поле другой неподвижной заряженной частицы или ядра (мишени). Подтверждена эмпирически Э. Резерфордом в 1911 году в опытах по рассеянию α-частиц на тонкой золотой фольге субмикронной толщины. В системе центра инерции налетающей и рассеивающей частиц дифференциальное сечение рассеяния записывается следующим образом:
{\displaystyle {\frac {d\sigma }{d\Omega }}=\left({\frac {Z_{1}Z_{2}e^{2}}{2mv^{2}}}\right)^{2}{\frac {1}{\sin ^{4}{\frac {\Theta }{2}}}}}
где {\displaystyle Z_{1}} и {\displaystyle Z_{2}} — заряды налетающей частицы и мишени, {\displaystyle m,v} — масса и скорость налетающей частицы, {\displaystyle \Theta } — двумерный угол рассеяния, {\displaystyle e} — элементарный заряд, {\displaystyle d\sigma } — дифференциал полного сечения, {\displaystyle d\Omega } — дифференциал телесного угла.

## Рассеяние Резерфорда
В физике рассеянием Резерфорда называется феномен, описанный Эрнестом Резерфордом в 1909 году, и приведший к развитию планетарной модели Бора-Резерфорда. Рассеяние Резерфорда также называют кулоновским рассеянием, потому что оно базируется исключительно на силах электростатического взаимодействия, и минимальное расстояние между частицами зависит только от потенциала поля. Классическое рассеяние Резерфорда представляет собой рассеяние α-частиц на ядрах атомов золота (бомбардировка золотой пластинки α-частицами), что является примером так называемого «упругого рассеяния», так как энергия и скорость рассеянной частицы такая же, как и у налетающей.
Также Резерфорд анализировал неупругое рассеяние α-частиц на протонах (ядрах атома водорода), этот процесс не является классическим рассеянием Резерфорда, хотя наблюдался им ранее, чем классический. При приближении α-частицы к протону возникают некулоновские силы, которые вместе с энергией налетающей частицы на лёгкую мишень меняют результаты эксперимента. Эти эффекты позволяют строить предположения о внутренней структуре мишени. Похожий процесс был применён в 1960-х для исследования внутренней структуры ядра под названием глубоко неупругое рассеяние.
Первоначальное открытие было сделано Хансом Гейгером и Эрнестом Марсденом в 1909 году — эксперимент Гейгера — Марсдена — под руководством Резерфорда, в котором они бомбардировали α-частицами мишень, состоящую из нескольких сверхтонких (толщиной менее одного микрона) слоёв золотой фольги. Во время эксперимента предполагалось, что атом является аналогией пудинга с изюмом (согласно томсоновской модели атома), где отрицательные заряды (изюм) распределены по положительно заряженному шару (пудинг). Если томсоновская модель атома верна, то положительно заряженный пудинг будет более протяжённым, чем ядро атома в модели Бора — Резерфорда, и не сможет создавать большие силы кулоновского отталкивания, вследствие чего α-частицы будут отклоняться на малые углы от своего первоначального вектора скорости.
Однако эксперимент показал, что 1 из 8000 частиц отражается на углы более 90°, когда основная масса частиц проходит через фольгу с небольшим отклонением или вообще без него. Исходя из этого Резерфорд заключил, что основная масса и заряд вещества заключена в крошечном положительно заряженном пространстве (ядре) окруженном электронами. Когда положительная α-частица пролетает очень близко от ядра, то испытывает на себе силы кулоновского отталкивания и отражается на большие углы. Маленький размер ядра атома объясняется малым количеством α-частиц отражённых подобным образом. Используя описанный метод, Резерфорд показал, что размер ядер меньше чем {\displaystyle 10^{-14}}м (насколько «меньше» Резерфорд не мог уточнить опираясь только на этот эксперимент).

### Дифференциальное сечение

Отталкивающее рассеяние на точечной заряженной частице.

Установленная Резерфордом в 1911 году формула дифференциального сечения:
{\displaystyle {\frac {d\sigma }{d\Omega }}=\left({\frac {\alpha \hbar c}{2mv_{0}^{2}}}\right)^{2}{\frac {1}{\sin ^{4}(\theta /2)}}.}
Все частицы проходящие через кольцо слева попадают в кольцо справа.

### Подробнее о вычислении максимального размера ядра
При столкновении α-частицы с ядром, вся кинетическая энергия {\displaystyle \left({\frac {mv^{2}}{2}}\right)} α-частицы превращается в потенциальную энергию, вследствие чего частица останавливается. В этот момент расстояние от α-частицы до центра ядра (b) является максимально возможным радиусом самого ядра. Это очевидно из эксперимента: если радиус сферического ядра превысит b, то частица не сможет провзаимодействовать с ним как с точечным зарядом посредством лишь кулоновских сил.
Приравнивая кинетическую энергию частицы к потенциалу электрического поля:
По закону сохранения энергии:
{\displaystyle E=K+P,}
где:
E — полная энергия частицы;
K — кинетическая энергия частицы {\displaystyle {\frac {mv^{2}}{2}}};
P — потенциальная энергия частицы в кулоновском электрическом поле {\displaystyle {\frac {1}{4\pi \epsilon _{0}}}\cdot {\frac {q_{1}q_{2}}{r}},} где r — расстояние от частицы до центра ядра.
Предполагая, что частица летит из бесконечности:
{\displaystyle E={\frac {mv^{2}}{2}}.}
В момент максимального приближения к ядру (когда скорость стала нулевой):
{\displaystyle E={\frac {1}{4\pi \epsilon _{0}}}\cdot {\frac {q_{1}q_{2}}{b}}.}
Следовательно, приравнивая оба уравнения по полной энергии:
{\displaystyle {\frac {mv^{2}}{2}}={\frac {1}{4\pi \epsilon _{0}}}\cdot {\frac {q_{1}q_{2}}{b}}.}
В эксперименте Гейгера — Марсдена:
- m (масса α-частицы) = 6,7⋅10−27 кг
- q1 (заряд α-частицы) = 2×(1,6⋅10−19) Кл
- q2 (заряд ядра золота) = 79×(1,6⋅10−19) Кл
- v (начальная скорость α-частицы) = 2⋅107 м/с

Подставляя эти значения в полученное уравнение для максимального радиуса ядра, получаем ≈ 27 фм (1 фемтометр = 10−15 метра). При этом радиус, измеренный современными методами, составляет ≈ 7,3 фм. Более точно радиус ядра атома золота в этом эксперименте было получить невозможно, так как энергии α-частицы в нём хватало - только чтобы приблизиться к ядру на 27 фм, тогда как для столкновения требовалось подойти на 7,3 фм.

### Другие применения
На данный момент принцип рассеяния широко используется в спектроскопах обратного рассеяния чтобы определять тяжёлые элементы в решётках более лёгких атомов, например, чтобы найти вкрапления тяжёлых металлов в полупроводники. Известно, что данная технология была впервые использована на Луне для анализа почвы аппаратом «Surveyor 4», а позже аналогичные анализы проводили аппараты «Surveyor 5-7».